# ジョアン6世 (ポルトガル王)
ジョアン6世（João VI, 1767年5月13日 - 1826年3月10日）は、ポルトガル王（在位：1816年 - 1826年）。マリア1世と王配ペドロ3世の子。1792年から摂政を務める。王妃はスペイン王カルロス4世の長女カルロッタ・ジョアキナ。

## 生涯
マリア1世夫妻の四男として生まれたが、1788年に兄の王太子・ブラジル公ジョゼが子供のないまま薨去したため、王太子となった。
ナポレオンの侵攻を受けてブラジル・リオデジャネイロ市への遷都を行い、母が没するとブラジルで即位した。本国ポルトガルでは、フランス軍を駆逐したのちイギリスのウィリアム・ベレスフォード将軍が軍政を布いていた。事実上イギリスの保護国となっていた母国を苦々しく思っていたジョアン6世は、1820年にポルトで起きた「1820年自由主義革命」により帰国を革命政府から請願された。ベレスフォード将軍はイギリスへ帰国し、イギリス政府はポルトガル不介入を決定した。
1822年、王位継承者ドン・ペドロ王子をブラジルの摂政として残し、リスボンへ帰国した。
ジョアン6世は、普通議会の作成した1822年憲法の遵守を宣誓した。王の最高権力に代わり、三権分立を規定した内容で、事実上絶対王政から立憲王政に変貌をとげたのである。
ジョアン6世は新憲法に基づいて政府をつくり、ドン・ミゲル王子（後のミゲル1世）を元帥に任命した。しかし、ミゲルは絶対王政の信奉者だったため、閣僚が気に入らず、反乱を起こした。反乱軍はベンポスタ王宮を包囲し、ジョアン6世を拘束した。この状況にたまりかねたリスボン駐在の外国の外交団たちが介入し、王を脱出させ、テージョ川に停泊するイギリス船に保護させた。王は全権を再び掌握し、ドン・ミゲル王子を罷免した。王子は王の許しを得て、オーストリアへ亡命した。
ジョアン6世は、ブラジルにいる摂政ドン・ペドロを本国に召還すべく何度も命令を出した。しかし、再度ブラジルが植民地となることを拒否したドン・ペドロは、ブラジル帝国の独立宣言を行い、ブラジル皇帝ペドロ1世として即位した。ポルトガルがこの独立を認めたのは、1825年になってからだった。病を患った王は摂政審議会を設立し、「王家の正統な後継者が政権を掌握できるまでの間」政務を執るよう命じ、1826年に崩御した。

## 人物
後年、流刑先のセントヘレナ島でナポレオン・ボナパルトは、「私の手からたくみに逃れたのは、ポルトガルのジョアン6世だけだった。」と述懐した。

## 子供
王妃カルロッタ・ジョアキナとは1785年に結婚し、9子をもうけた。
- マリア・テレザ（1793年 - 1874年）　スペイン王カルロス3世の孫で従兄のペドロ・カルロス王子と結婚、のち妹マリア・フランシスカの寡夫であるスペイン王位請求者モリナ伯カルロスと結婚した。
- フランシスコ・アントニオ・ピオ（1795年 - 1801年）
- マリア・イザベル（1797年 - 1818年）　スペイン王フェルナンド7世の2度目の王妃。
- ペドロ（1798年 - 1834年）　ポルトガル王（ペドロ4世）、ブラジル皇帝（ペドロ1世）
- マリア・フランシスカ（1800年 - 1834年）　モリナ伯カルロスの最初の妻。
- イザベル・マリア（1801年 - 1876年）　ポルトガル摂政
- ミゲル（1802年 - 1866年）　ポルトガル王
- マリア・ダ・アスンサン（1805年 - 1834年）
- アナ・デ・ジェズス（1806年 - 1857年）　ポルトガル首相ロレ公爵の妻